# Jördis Triebel
Pour les articles homonymes, voir Triebel.
Jördis Triebel, née le 30 octobre 1977 à Berlin en Allemagne est une actrice allemande.
Elle est surtout reconnue pour avoir interprété le rôle d'Emma dans le film Le Bonheur d'Emma (Emmas Glück) de Sven Taddicken. Elle a obtenu plusieurs prix pour ce rôle.
De 1997 à 2001, Jördis Triebel a suivi ses études à l'Académie des arts dramatiques Ernst Busch.

## Filmographie
- 2002-2003 : Lange Tage d'Antje Busse, Kurzfilm, Deutsche Film- und Fernsehakademie Berlin GmbH
- 2005 : Wolff, police criminelle, épisode Herzblut, de Jürgen Heinrich, Série TV, Sat.1
- 2006 : Speed Dating de Gregor Buchkremer, court métrage
- 2006 : heteros nomos de Kai Gero Lenke, court métrage
- 2006 : Eine gute Mutter de Matthias Glasner, Téléfilm, ZDF
- 2006 : Le Bonheur d'Emma de Sven Taddicken : Emma
- 2007 : Der Kommissar und das Meer d'Anno Saul, Série télé, 1 épisode
- 2007 : Eine gute Mutter de Matthias Glasner, Téléfilm
- 2007 : Frühstück mit einer Unbekannten de Maria von Heland, Téléfilm
- 2007 : Berlin Brigade Criminelle, série télévision, ZDF, 10 épisodes
- 2008 : Une femme à Berlin (Anonyma - Eine Frau in Berlin) de Max Färberböck : Bärbel Malthaus
- 2009 : La Papesse Jeanne (Die Päpstin), de Sönke Wortmann : la mère de Johanna
- 2010 : Die Friseuse de Doris Dörrie
- 2013 : De l'autre côté du mur (Westen) de Christian Schwochow : Nelly
- 2015 : Trouble-fête (Familienfest) de Lars Kraume : Jenny
- 2015 : Respire (Ein Atem) de Christian Zübert : Thessa
- 2017 - 2019 : Dark : Katharina Nielsen
- 2017 : Babylon Berlin : Dr. Völcker
- 2018 :  La Révolution silencieuse (Das schweigende Klassenzimmer) : Madame Kessler
- 2022 : L'Impératrice (série télévisée) : Ludovica de Bavière, mère de l'impératrice Élisabeth de Wittelsbach dit Sissi
- 2022 : In einem Land, das es nicht mehr gibt
- 2023 : Blood & Gold : Sonja

## Distinctions
- 2007 : Prix d'interprétation féminine pour le rôle d'Emma, Festival International du Film d'Action et d'Aventure (L'Aventure Humaine) de Valenciennes
- 2006 : Prix d'encouragement du film allemand, catégorie Interprète pour le rôle principal dans Le Bonheur d'Emma, Filmfest Munich
- 2006 : Undine Award, catégorie Meilleur jeune rôle principal dans un film de cinéma pour le rôle d'Emma dans Le Bonheur d'Emma, Baden, Autriche
- 2002 : Prix Kurt Hübner des Amis du Théâtre de Brème.
- Deutscher Filmpreis 2014 : Meilleure actrice pour De l'autre côté du mur
- Deutscher Filmpreis 2023 : meilleure actrice dans un second rôle pour In einem Land, das es nicht mehr gibt[1],[2]